# Монголски сеносъбирач
Монголският сеносъбирач (Ochotona pallasi) е вид бозайник от семейство Сеносъбирачи (Ochotonidae). Видът не е застрашен от изчезване.

## Разпространение и местообитание
Разпространен е в Казахстан, Китай (Вътрешна Монголия и Синдзян), Монголия и Русия (Алтай и Тува).
Обитава скалисти райони, пустинни области, места със суха почва, планини, възвишения, ливади, савани и степи в райони с умерен климат, при средна месечна температура около -0,5 градуса.

## Описание
Теглото им е около 7 g.
Достигат полова зрялост на 12 месеца и живеят около 4 години. Популацията на вида е намаляваща.